# Monument la mormântul lui N. Radjabov căzut în 1944 și în memoria consătenilor căzuți în 1941-1945 (Negurenii Noi)
Monumentul la mormântul lui N. Radjabov căzut în 1944 și în memoria consătenilor căzuți în 1941-1945 este un monument amplasat în Negurenii Noi, raionul Ungheni, Republica Moldova. Este un monument istoric de importanță națională inclus în Registrul monumentelor Republicii Moldova ocrotite de stat cu nr. 1671 (raionul Ungheni). Datează din 1979.